# Saniya Habboub
 Saniya Moustafa Habboub (* 1901 in Beirut, Libanon; † September  1986) war eine libanesische Medizinerin. Sie war die erste libanesische Frau, die im Ausland Medizin studierte und am Woman's Medical College of Pennsylvania 1931 ihren Abschluss machte. Sie war Mitgründerin des Libanesischen Roten Kreuz.

## Leben und Werk
Habboub war die Tochter des libanesischen Lederhändlers Mustapha Habboub und der Türkin Adla al-Jazairy. Sie besuchte die American School for Girls (ASG), eine der ersten öffentlichen Mädchenschulen im Libanon.
Am Ende des Ersten Weltkriegs löste die französische Herrschaft die osmanische Herrschaft in Beirut ab, und in den Nachkriegsjahren, wie in weiten Teilen der Welt, begannen Frauen allmählich, Studien- und Arbeitsfelder zu betreten, die ihnen vorher verschlossen waren.
Wegen ihrer Heirat im Alter von 16 Jahren musste Habboub ihre Schulausbildung aufgeben. Aber die Ehe hielt nicht lange, sie ließ sich scheiden und kehrte nach Beirut zurück, wo sie sich wieder in die Schule einschrieb. In Beirut fordert sie die Schulleiterin ihrer Schule auf, Schülerinnen Kurse auf Universitätsniveau anzubieten. Diese gab unter der Bedingung nach, dass die junge Frau zwei weitere Freiwillige findet. So absolvierten Habboub und ihre beiden Freundinnen 1926 das Junior College for Women, das später zur  Libanesisch-Amerikanischen Universität wurde.
Die Eltern von Habboub wurden wegen der unangemessenen Erziehung ihrer Tochter beschimpft. 1926 beschloss sie daher, ihre medizinische Ausbildung in den Vereinigten Staaten zu machen.  Im August 1926 fuhr sie mit dem Schiff von Beirut nach Marseille, wo sie zum ersten Mal seit ihrer Kindheit in der Öffentlichkeit ihren Schleier abnahm. In den Vereinigten Staaten erhielt sie am 11. Mai 1931 ihren  MD von der University of Pennsylvania und war damit die erste libanesische Frau, die einen Abschluss in Medizin machte. Sie spezialisierte sich in den nächsten zwei Jahren auf Geburtshilfe. Habboub zeigte ihre Dankbarkeit gegenüber dem College, indem sie zukünftigen Studenten ein Stipendium in ihrem Namen zur Verfügung stellte.
Habboub kehrte 1933 nach Beirut zurück und mietete eine Klinik in Bab Idriss. Sie eröffnete dort als erste in Beirut praktizierende Ärztin eine Privatklinik für Geburtshilfe und Allgemeinmedizin. Viele ihrer Patienten hielten sie zunächst für eine Hebamme. Sie bot kostenlose Dienstleistungen für Frauen an, die sich ihr Honorar nicht leisten konnten, und war 50 Jahre in der Praxis tätig.
Im Jahr 1936 heiratete sie den 12 Jahre jüngeren Journalisten Muhammad al-Naqqash, was in der damaligen Zeit nicht sehr angesehen war. Habboub war Mitbegründerin des libanesischen Roten Kreuz und Vorstandsmitglied des muslimischen Waisenhauses, der jungen muslimischen Vereinigung junger Frauen und des Maqassed-Krankenhauses.
Habboub starb 1983 im Alter von 82 Jahren.

## Ehrungen
1982 wurde ihr von der libanesischen Regierung die "Health Merit Medal" verliehen. Sie wurde auch mit dem Nationalorden der Zeder, der höchsten Auszeichnung des Libanon, geehrt. In Beirut wurde eine Straße nach ihr benannt. Am 10. Juni 2022 wurde Saniya Habboub als eine der ersten Ärztinnen im Libanon mit einem Google Doodle geehrt.